# Deg Tegh Fateh

Het khanda-symbool

Deg Tegh Fateh (Punjabi: ਦੇਗ ਤੇਗ਼ ਫ਼ਤਿਹ) is een leus en patriottisch lied van de sikhs. Het geeft hun verantwoordelijkheid aan om voedsel en bescherming te bieden aan behoeftigen en onderdrukten.
Deg Tegh verwijst naar de "ketel" en het "zwaard" - de ketel symboliseert liefdadigheid en is een verwijzing naar de religieuze verplichting van de sikh tot "langar", de gratis distributie van voedsel onder alle mensen, ongeacht iemands religie, kaste of etniciteit.
Het zwaard (of kirpan) vertegenwoordigt de krijgscode van de Babbar Khalsa, het verbond waarin sikhs samenwerken. Het khanda-symbool brengt dit principe over.
De sikh-krijger Banda Singh Bahadur verwerkte deze leus in zijn zegel en Sardar Jassa Singh Ahluwalia sloeg de leus in 1765 in munten nadat hij de rivaliserende Afghanen een beslissende nederlaag had toegebracht.
Deze inscriptie werd later op munten overgenomen door de sikh Misaldar Sardars en andere heersers.